# Казаково (Костромская область)
Казаково — опустевшая деревня в Буйском районе Костромской области. Входит в состав Центрального сельского поселения.

## География
Находится в западной части Костромской области на расстоянии приблизительно 36 км на северо-восток по прямой от районного центра города Буй у реки Шача.

## История
В 1907 году здесь было учтено 38 дворов.

## Население
Постоянное население составляло 156 человек (1897 год), 203 (1907), 0 как в 2002 году, так и в 2022.